# Cabredo
Cabredo település Spanyolországban, Navarra autonóm közösségben. Cabredo Aguilar de Codés, Marañón, Bernedo és Genevilla községekkel határos. Lakosainak száma 75 fő (2024).

## Népesség
A település népessége az elmúlt években az alábbi módon változott:
| Lakosok száma | 122  | 110  | 104  | 103  | 109  | 102  | 101  | 91   | 78   | 75   |
|               | 2001 | 2004 | 2007 | 2009 | 2012 | 2014 | 2017 | 2019 | 2022 | 2024 |